# Monuments nationaux de Kreševo
Cet article recense les monuments nationaux situés sur le territoire de la municipalité de Kreševo en Bosnie-Herzégovine et dans la fédération de Bosnie-et-Herzégovine. La liste établie par la Commission pour la protection des monuments nationaux compte 8 monuments nationaux inscrits sur la liste principale.

## Monuments nationaux
| Monument                            | Localité            | Géolocalisation | Datation                                                            | Commentaire éventuel               | Photo |
| ----------------------------------- | ------------------- | --------------- | ------------------------------------------------------------------- | ---------------------------------- | ----- |
| Couvent franciscain de Kreševo      | Kreševo             |                 | Fondation au XIVe siècle ; nombreux remaniements, notamment en 1970 | Avec ses biens mobiliers           |       |
| Centre ancien de Kreševo            | Kreševo             |                 |                                                                     |                                    |       |
| Pont romain à Vranci                | Vranci              |                 | Période romaine ?, période ottomane                                 |                                    |       |
| Nécropole de Brdo                   | Deževice            |                 | Moyen Âge                                                           | Avec 52 stećci                     |       |
| Nécropoles de Crkvenjak et de Klupe | Crkvenjak et Komari |                 | Moyen Âge                                                           | Avec 53 stećci                     |       |
| Nécropole de Kose                   | Crnići              |                 | Moyen Âge                                                           | Avec 26 stećci                     |       |
| Sept maisons à Vranci               | Vranci              |                 | Moyen Âge                                                           | Maisons de mineurs et de forgerons |       |
| Forteresse de Kreševo               | Kreševo             |                 | Moyen Âge                                                           |                                    |       |